# Олів'є Пере
Олів'є́ Пере́ (фр. Olivier Père; нар. 17 березня 1971, Марсель, Франція) — французький журналіст, кінокритик та продюсер.

## Біографія
Олів'є Пере народився 17 березня 1971 в Марселі, Франція. Закінчив факультет французької літератури Університету Парижу IV Сорбонни, отримавши ступінь магістра мистецтв.
У 1996—2009 роках працював науковим співробітником французької Сінематеки в Парижі, та до 2008 року відповідав за формування програми «Ретроспектива» для Міжнародного кінофестивалю у Бельфорі.
У 1997—2012 роках Пере як журналіст виступав з критичними статтями в тижневику про кіно «Les Inrockuptibles».
У 2004—2009 роках перебував на посаді художнього керівника незалежної секції Каннського міжнародного кінофестивалю «Двотижневик режисерів».
З 1 вересня 2009 року і до початку серпня 2012 був художнім керівником Міжнародного кінофестивалю у Локарно.
З 2012 року Олів'є Пере є директором кіностудії Arte France Cinema і l'Unité Cinéma d'ARTE France. З 2013 року як спіпродюсер брав участь у створенні близько 100 фільмів, багато з яких брали участь у престижних міжнародних кінофестивалях та отримали там нагороди.

## Фільмографія
Співпродюсер (якщо не вказано інше)
- 2013 : Незнайомець на озері / L'inconnu du lac
- 2013 : Славні ублюдки / Les salauds
- 2013 : Біжи, хлопчику, біжи / Lauf Junge lauf (інвестуючий редактор)
- 2013 : Німфоманка: Частина 1 / Nymphomaniac: Vol. I: Arte, Франция Cinéma
- 2013 : Вавілонська школа / La cour de Babel
- 2014 : Дипломатія / Diplomatie
- 2014 : Тімбукту / Timbuktu
- 2014 : Дівоцтво / Bande de filles
- 2014 : Синя кімната / La chambre bleue
- 2014 : Зимова сплячка / Kis Uykusu
- 2014 : Святий Лоран. Страсті великого кутюр'є / Saint Laurent
- 2014 : Вихователька / Haganenet
- 2014 : Тиха вода / Futatsume no mado
- 2014 : Меркуліалії / Mercuriales
- 2014 : Фіделіо або Одіссея Аліси / Fidelio, l'odyssée d'Alice
- 2014 : 3 серця / 3 coeurs
- 2014 : Пазоліні / Pasolini
- 2014 : Брехня переможців / Die Lügen der Sieger
- 2015 : Каприз / Caprice
- 2015 : Історія Юди / Histoire de Judas
- 2015 : Моя мама / Mia madre
- 2015 : У тіні жінок / L'ombre des femmes
- 2015 : Тисяча й одна ніч: Частина 1. Неспокійний / As Mil e Uma Noites: Volume 1, O Inquieto
- 2015 : Закон ринку / La loi du marché
- 2015 : Тисяча й одна ніч: Частина 2. Спустошений / As Mil e Uma Noites: Volume 2, O Desolado
- 2015 : Друзі / Les deux amis
- 2015 : Голосніше, ніж бомби / Louder Than Bombs
- 2015 : Відлітай один / Masaan
- 2015 : Амнезія / Amnesia
- 2015 : Тисяча й одна ніч: Частина 3. Зачарований / As Mil e Uma Noites: Volume 3, O Encantado
- 2015 : Фатіма / Fatima
- 2015 : І гори зрушуються з місця / Shan he gu ren
- 2015 : Скарб / Comoara
- 2015 : Велика гра / Le grand jeu
- 2015 : Страх / La peur
- 2015 : Франкофонія / Francofonia
- 2015 : Відчуття літа / Ce sentiment de l'été
- 2016 : Кохання і дружба / Love & Friendship (виконавчий продюсер)
- 2016 : Море у вогні / Fuocoammare
- 2016 : Майбутнє / L'avenir
- 2016 : Протистояння / Eshtebak
- 2016 : Сьєраневада / Sieranevada
- 2016 : Стояти рівно / Rester vertical
- 2016 : Альбом / Albüm
- 2016 : Моя краля / Ma Loute
- 2016 : Алмазний острів / Diamond Island
- 2016 : Скоро настануть щасливі часи / I tempi felici verranno presto
- 2016 : Повний місяць / La forêt de Quinconces
- 2016 : Зупинка в дорозі / Voir du pays
- 2016 : Персональний покупець / Personal Shopper
- 2016 : Червона черепаха / La tortue rouge
- 2016 : Найманець / Mercenaire
- 2016 : Комівояжер / Forushande
- 2016 : Стефан Цвейг / Stefan Zweig: Farewell to Europe
- 2016 : Сіль і полум'я / Salt and Fire
- 2016 : Луїза взимку / Louise en hiver
- 2016 : Ноктюрама / Nocturama
- 2016 : Світло очей моїх / La prunelle de mes yeux
- 2016 : Сирота / Orpheline
- 2016 : Дагеротип / Le secret de la chambre noire
- 2017 : Повернення в Монток / Return to Montauk (продюсер-супервайзер)
- 2017 : Коханець на день / L'amant d'un jour
- 2017 : Обличчя, села / Visages, villages
- 2017 : Поважний В. / Le vénérable W.
- 2017 : Квадрат / The Square
- 2017 : Габрієль і гора / Gabriel e a montanha
- 2017 : Коли повернуться птахи / En attendant les hirondelles
- 2017 : Хепі-енд / Happy End
- 2017 : Саміт / La Cordillera
- 2017 : Жорстоке життя / Une vie violente
- 2017 : Лагідна
- 2017 : Місіс Гайд / Madame Hyde
- 2017 : Фокстрот / Foxtrot (асоційований продюсер)
- 2018 : Єва / Eva
- 2018 : Молитва / La prière
- 2018 : Мадемуазель де Жонк'єр / Mademoiselle de Joncquières
- 2018 : Дика груша / Ahlat Agaci
- 2018 : Транзит / Transit
- 2018 : Насолоджуватися, кохати та швидко бігати / Plaire, aimer et courir vite
- 2018 : Ніж у серці / Un couteau dans le coeur
- 2018 : Амін / Amin
- 2018 : Холодна війна / Zimna wojna
- 2018 : Електронна книга / Non Fiction
- 2018 : Вельді / Weldi
- 2018 : Щасливий Ладзаро / Happy as Lazzaro
- 2018 : Екстаз / Climax
- 2018 : Аманда / Amanda
- 2018 : Майя / Maya
- 2018 : Вище суспільство / High Life
- 2018 : / Temblores
- 2018 : Аннетт / Annette
- 2018 : Попелястий — найчистіший білий / Jiang hu er nv
- 2018 : Зерно / Grain
- 2018 : Джессіка назавжди / Jessica Forever
- 2018 : Майя / Maya
- 2018 : Шахерезада / Shéhérazade
- 2019 : Гомера / Gomera
- 2019 : Прощання з ніччю / L'Adieu à la nuit
- 2019 : Портрет молодої жінки у вогні / Portrait de la jeune fille en feu
- 2019 : Зрадник / Il traditore